# 川辺村 (岐阜県)
川辺村（かわべむら）は、かつて岐阜県加茂郡にあった村である。
現在の川辺町の南部（下川辺・中川辺・西栃井・石神）に該当する。
村名は、奈良時代のこの地域の地名「川辺郷」、鎌倉時代の「川辺庄」に由来する。

## 歴史
- 1889年（明治22年）7月1日 - 下川辺村、中川辺村、西栃井村、石神村が合併し発足。
- 1897年（明治30年）4月1日 - 上川辺村の大部分と合併して川辺町が発足。同日川辺村廃止。

## 神社・仏閣
- 太部古天神社
- 栃井神社

## 教育
- 川辺尋常高等小学校（現・川辺町立川辺西小学校）